# ブレラ美術アカデミー
ブレラ美術アカデミー（Accademia di Belle Arti di Brera）はイタリアのミラノにある美術学校である。

## 歴史
18世紀の初めからミラノ公国を支配していた、オーストリアの啓蒙君主、マリア・テレジアが、1772年に活動が禁止されたイエズス会の学校があったブレラ邸館(Palazzo Brera)に、1776年に植物園、天文台、学校、物理実験室などとともに美術学校を置いたのを起源とする 。同じ年に、学生の訓練のために模範的となる作品の収集が行われブレラ美術館が設立された。
ナポレオン・ボナパルトのイタリア遠征の後、ミラノはしばらく北イタリアのフランスの衛星国家の首都となり、ナポレオン支配下の1803年に改組されたアカデミーは建築を含む総合的な芸術の教育機関となった。1805年からアカデミーの展覧会が毎年、開かれるようになり、イタリアで権威のある展覧会のひとつとなった。1815年にミラノはオーストリアの支配に戻った後、1861年にイタリア王国に併合されたがアカデミーの活動はを続けられた。
1882年にブレラ美術館はアカデミーから独立して運営されるようになった。1891年に展覧会、ブレラ・トリエンナーレが開かれ、新しい傾向の美術作品が展示された。この頃建築の部門は独立し、建築学校は1931年にミラノ工科大学に統合された。

## 関連する教授や学生
- アンドレア・アッピアーニ (1754-1817)
- ルイージ・サバテッリ (1772-1850)
- ジョヴァンニ・ミリアーラ (1785-1837)
- カルロ・アリエンティ (1801-1873)
- アンジェロ・インガンニ (1807-1880)
- エリセオ・サーラ (1813-1879)
- ドメニコ・インドゥーノ (1815-1878)
- ジュゼッペ・ベルティーニ (1825-1898)
- フェデリーコ・ファルッフィーニ (1833-1869)
- モーゼ・ビアンキ (1840-1904)
- フィリッポ・カルカーノ (1840-1914)
- ダニエーレ・ランツォーニ (1843-1889)
- ルイージ・ロッシ (1852-1923)
- ガエターノ・プレヴィアーティ (1852-1920)
- チェーザレ・タッローネ (1853-1919)
- アンジェロ・モルベリ (1853-1919)
- フランチェスコ・フィリピーニ (1853-1895)
- ジョヴァンニ・セガンティーニ (1858-1899)
- エルネスト・バッツァーロ (1859-1937)
- アレアルド・ヴィラ (1865-1906)
- ジュゼッペ・ペリッツァ・ダ・ヴォルペード (1868-1907)
- アキーレ・ベルトラーメ (1871–1945)
- カルロ・バッツィ (1875-1947)
- マリア・ヴィンカ (1878-1939)
- アンブロージョ・アルチャティ (1878-1929)
- ジュゼッペ・アミサニ (1881-1941)
- ジャンニーノ・カスティリョーニ (1884-1971)
- レンブラント・ブガッティ (1884-1916)
- アロルド・ボンザーニ (1887-1918)
- ルーチョ・フォンタナ (1899-1968)
- マリノ・マリーニ (1901-1980)
- 吾妻兼治郎 (1926-2016)
- フェデリコ・フェラーリ (1969-)